# Ett enklare liv
Ett enklare liv är en svensk-tysk TV-film från 2008.

## Handling
Den tyske börsmäklaren Peter blir hotad till livet när en stor affär går i stöpet och han flyr från Hamburg till Sverige med sina två barn. På den svenska landsbygden träffar han den ensamstående mamman Helena, vars torp han får hyra.

## Om filmen
Filmen är inspelad i ett torp utanför Trollhättan samt i Hamburg.

## Skådespelare
- Lisa Nilsson - Helena
- Ulrich Noethen - Peter
- Isabel Bongard - Nina, Peters dotter
- Robin Becker - Bastian, Peters son
- Jim Rautiainen - Olle, Helenas son
- Linnea Cart-Lamy
- Ing-Marie Carlsson
- Christer Fjellström
- Erik Årman - Jeppson, Olles bästa kompis